# Филичкин, Алексей Васильевич
Алексе́й Васи́льевич Фи́личкин (25 февраля 1904, Шалдеж, Семёновский уезд, Нижегородская губерния, Российская империя — 6 февраля 1980, Йошкар-Ола, Марийская АССР, РСФСР, СССР) — советский специалист связи. Начальник Марийского республиканского управления связи (1934—1943) и Йошкар-Олинской городской конторы связи (1943—1959). Кавалер ордена Ленина (1954). Член ВКП(б).

## Биография
Родился 25 февраля 1904 года в дер. Шалдеж ныне Семёновского района Нижегородской области.
В 1922 году окончил техническое училище в Богородске. По его окончании — специалист, в 1929—1934 годах — начальник узла связи.
В 1934 году переехал в Йошкар-Олу. До 1943 года был начальником Марийского республиканского управления связи. В 1943—1959 годах руководил Йошкар-Олинской городской конторой связи.
Скончался 6 февраля 1980 года в Йошкар-Оле.

## Награды
- Орден Ленина (1954)[1][2]
- Орден «Знак Почёта» (1943)[1][2]
- Юбилейная медаль «За доблестный труд. В ознаменование 100-летия со дня рождения Владимира Ильича Ленина»